# Resolutie 508 Veiligheidsraad Verenigde Naties
Resolutie 508 van de Veiligheidsraad van de Verenigde Naties werd unaniem aangenomen op 5 juni 1982. De Veiligheidsraad riep op tot een wapenstilstand in Libanon.

## Achtergrond
De Libanese burgeroorlog begon in 1975 en zou nog tot 1990 voortduren. Tussen augustus 1981 en mei 1982 was een staakt-het-vuren van kracht. Voor Israël gold dit staakt-het-vuren enkel in het zuiden van Libanon, maar volgens de Palestijnse PLO had het betrekking op heel Libanon. Daarbuiten gingen de oorlogsdaden gewoon door. Daarnaast bleef Israël ook gewoon de Libanese territoriale wateren en het luchtruim gebruiken, wat een schending van het staakt-het-vuren was.
Op 3 juni 1982 vond een moordpoging plaats op de Israëlische ambassadeur in Londen. Hoewel de PLO niet verantwoordelijk was, antwoordde Israël met een luchtaanval op de PLO in Beiroet. Die reageerde met raket- en artillerie-aanvallen op Israël. Resolutie 508 riep op deze militaire activiteit te stoppen, maar in plaats daarvan viel Israël op 6 juni Libanon binnen. In de daaropvolgende wekenlange oorlog kwamen naar schatting 20.000 mensen om.

## Inhoud
De Veiligheidsraad:
- Herinnert aan de resoluties 425, 426 en opvolgende, in het bijzonder resolutie 501.
- Neemt nota van de brieven van Libanon.
- Is erg bezorgd om de verslechterende situatie in Libanon en de Libanees-Israëlische grensstreek, en de gevolgen voor de vrede in de regio.
- Is erg bezorgd om de schending van de territoriale integriteit, onafhankelijkheid en soevereiniteit van Libanon.
- Herbevestigt en steunt de verklaring van zijn voorzitter en leden en de dringende oproep van secretaris-generaal Javier Pérez de Cuéllar.
- Neemt nota van het rapport van de secretaris-generaal.

1. Roept alle partijen op alle militaire activiteit in Libanon en de Libanees-Israëlische grensstreek om op zondag 6 juni 1982 omstreeks 06:00 uur onmiddellijk en gelijktijdig stop te zetten.
2. Vraagt alle lidstaten hun invloed aan te wenden.
3. Vraagt de secretaris-generaal al het mogelijke te doen om deze resolutie uit te voeren en binnen de 48 uren te rapporteren.

## Verwante resoluties
- Resolutie 501 Veiligheidsraad Verenigde Naties
- Resolutie 506 Veiligheidsraad Verenigde Naties
- Resolutie 509 Veiligheidsraad Verenigde Naties
- Resolutie 511 Veiligheidsraad Verenigde Naties

Lijst ·  500 ·  501 ·  502 ·  503 ·  504 ·  505 ·  506 ·  507 ·  508 ·  509 ·  510 ·  511 ·  512 ·  513 ·  514 ·  515 ·  516 ·  517 ·  518 ·  519 ·  520 ·  521 ·  522 ·  523 ·  524 ·  525 ·  526 ·  527 ·  528